# Brave Miss World
Brave Miss World is een Amerikaans-Israëlische documentaire uit 2013, geregisseerd en geproduceerd door Cecilia Peck. De documentaire volgt Linor Abargil, een Israëlische model en voormalig Miss Israël die in 1998 de schoonheidswedstrijd van Miss World won, nadat ze slechts enkele weken eerder was aangevallen en seksueel misbruik. De actrice Sharon Stone diende als co-uitvoerend producent van de film.

## Inhoud
In 1998 won Linor Abargil de titel van Miss World in Seychellen. Voordat ze in 1998 tot Miss World werd gekroond, werd ze zeven weken eerder ontvoerd en verkracht in Milaan door een reisagent van de stad. Met haar inspanningen vergroot ze het wereldwijde bewustzijn hierover en anderen aan te moedigen om zich daarover uit te spreken. Ook riep ze andere vrouwen op haar voorbeeld te volgen en zedenmisdrijven aanhangig te maken. In de documentaire verschijnen ook  Joan Collins en Fran Drescher.

## Release
Brave Miss World ging in première op het Internationaal Filmfestival van Dallas op 10 april 2013 en verscheen in de bioscoop op 16 juni 2013 (Israël), gevolgd door digitale streaming op Netflix op 29 mei 2014. 

## Prijzen en nominaties
| Jaar | Prijs                                   | Categorie                                                 | Genomineerde(n)                                                                            | Uitslag     |
| ---- | --------------------------------------- | --------------------------------------------------------- | ------------------------------------------------------------------------------------------ | ----------- |
| 2013 | Internationaal filmfestival van Chicago | Publiekskeuze prijs                                       | Cecilia Peck                                                                               | Genomineerd |
| 2014 | Primetime Emmy Award                    | Uitzonderlijke verdienste bij het maken van documentaires | Cecilia Peck, Inbal B.Lessner, Motty Reif, Lati Grobman, Geralyn White Dreyfous en Netflix | Genomineerd |